# Farkas János (helyettes alispán)
Boldogfai Farkas János Nepomuk (Boldogfa, Zala vármegye, 1774. június 6.– Alsóbagod, Zala vármegye, 1847. május 5.) jogász, Zala vármegye helyettes első alispánja (surrogatus vicecomes), táblabíró, földbirtokos.

## Családja és származása

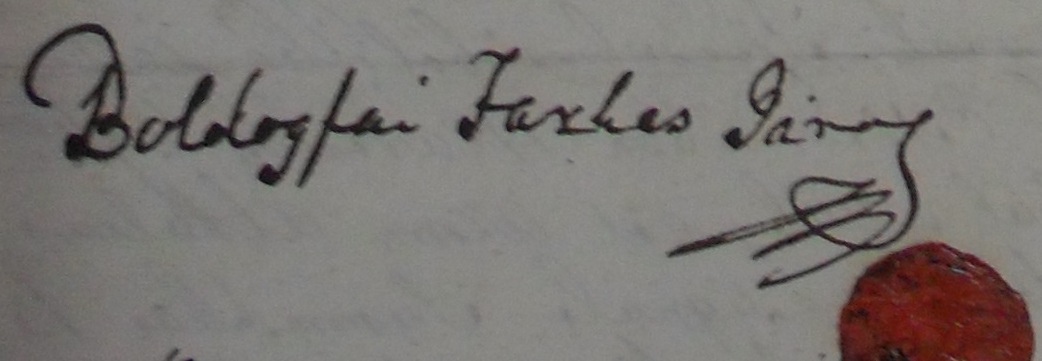
Boldogfai Farkas János Nepomuk (1774–1847) földbirtokos, táblabíró, Zala vármegye helyettes első alispánja aláírása és címeres viaszpecsétje. Kelt: 1828 március 19-én

A nemesi származású boldogfai Farkas család sarja. Apja boldogfai Farkas János (1741–1788), ügyvéd, táblabíró, Zala vármegye főjegyzője 1773 és 1786 között, Zala vármegye Ítélőszék elnöke a Jozefinizmus alatt, földbirtokos. Anyja a lovászi és szentmargitai Sümeghy családból való lovászi és szentmargitai Sümeghy Judit (1754–1820) úrnő, aki nemes Sümeghy Ferenc (1723–1768) táblabíró, birtokos és pókfafalvi Póka Marianna (1728–1797) lánya volt. Apai nagyszülei boldogfai Farkas Ferenc (1713–1770), Zala vármegye másodalispánja, földbirtokos és a barkóczi és hadenbergi Rosty családból való Rosty Anna (1722–1784) voltak. Keresztszülei galánthai Balogh László helytartó-tanácsi tanácsos és nemesságodi Szvetics Mihályné pókafalvi Póka Klára (1734–1811) úrnő voltak. Farkas János 1788-ban, alig 14 éves korában elvesztette édesapját, és ekkor édesanyja, Sümeghy Judit, lett a törvényes gyámja neki és öccsének, boldogfai Farkas Ferencnek (1779-1844); a pereskedésekben Sümeghy Judit teljhatalmú megbízottja pedig a saját öccse, lovászi és szentmargitai Sümeghy József (1757–1821), királyi tanácsos, zalai alispán úr lett. Unokatestvére, csáfordi Csillagh Lajos (1789–1860), Zala vármegye első alispánja az 1848-as szabadságharc alatt, táblabíró, birtokos volt.

## Élete
A Veszprémi Piarista Gimnáziumban tette le alaptanulmányait, majd később a győri királyi jogakadémián végzett. Tanulmányai befejezése után Farkas János Nepomuk a családi birtokán gazdálkodott. 1803. augusztus 22-e és 1809. október 1-je között alszolgabíró volt a zalaegerszegi járáson. Az alszolgabirói hivatala alatt 1808-ban, az alig 5 éves Deák Ferenc "Haza bölcsének" az apja, idősebb Deák Ferenc meghalt. Az árva neveltetését ezután testvéreinek (szüleinek ő volt a hatodik gyermeke, de a felnőttkort rajta kívül Antal, Jozefa és Klára érte meg) támogatása, valamint Hertelendy György (1764-1831) gyámsága biztosította. 1808 januárjának utolsó napjaiban Zala megye közgyűlése határozatot hozott a gyámságról. Nagyságos lovászi és szentmargitai Sümeghy József (1757–1832), zalai első alispán, királyi tanácsos elismerte és jóváhagyta Hertelendy György gyámsági szerepét; nemes Csertán Károly (1768-1832) zalaegerszegi főszolgabíró és boldogfai Farkas János Nepomuk zalaegerszegi alszolgabíró, az árvái a javaiknak az összeírását elkészítették.
Az alszolgabírói tevékenysége alatt az 1809-es nemesi felkelésben vett részt a Napóleoni háborúkban. 1809. július 4-én a Zala vármegyei deputáció, a Nagykanizsán tartózkodó Farkas János alszolgabíró mellé nemes Czigány László esküdttel, valamint két légráci lovas katonát rendelte ki. Július 28-án, Farkas János két comissariust és két katonát kért maga mellé, mivel a becsehelyi és a szentmártoni tisztek megtiltották az uradalom területéről szekerek rendelését. 1828-ban Farkas János vett részt az országos összeírásban; puchói Marczibányi Lajos kiküldött országos összeíró mellé rendelték. A családja ősi birtokát, Boldogfát, öccsének boldogfai Farkas Ferenc (1779–1844) táblabírónak hagyta. Két pártában maradt leánytestvére, boldogfai Farkas Judit (1776-1839) és boldogfai Farkas Erzsébet (1785–1857) kisasszonyok pedig anyjukkal özvegy Farkas Jánosné Sümeghy Judit úrnővel laktak az egyik családi alsóbagodi birtokon. Farkas Ferenc 1825-ben 46 évesen házasodott meg először agglegénységét elhagyván. Egyetlenegy leánytestvére kötött házasságot: boldogfai Farkas Marianna Julianna (1783–1819), akinek a hitvese, szladeoviczi Szladovits József (1773–1829), táblabíró, cs. és k. kapitány, földbirtokos volt. 
1823. június 3-án, Farkas János, az egyedülálló, gyermektelen testvérei és a saját gyermekei terheit felvállalván, örök jogon eladta a söjtöri, tófeji és pusztaszentlászlói osztályába jutott rész jószágokat 7 500 forintért nagybátyjának lovászi és szentmargitai Sümeghy Józsefnek (1757–1821). Felesége, Skublics Angéla, eladta 14 000 forintért a pusztamagyarodi birtokát, valamint a besenyei és a salomvári ingóságokat 8 000 forintért, majd több pénzt összegyűjtve, a házaspár összesen 42 000 forintért közösen megvásárolta báró kissenyei Sennyey Károly (1787–1841) császári és királyi kamarástól az alsó- és felső bagodi, valamint a hagyárosi földbirtokát, rétjeivel, jobbágyaival együtt. A Mária Terézia kori úrbérrendezés szerint, ezek a birtokok összesen 203 úrbéri holdból állt, valamint 9 jobbágy és 3 zsellér család lakott rajta. Az alsóbagodi és felsőbagodi uradalmak 545 kataszteri holdas, és a hagyárosi birtok 355 kh volt. Farkas János Nepomuk összesen 900 kataszteri holdat birtokolt a három településnél. A vásárlás után, odaköltözött Farkas János és neje Skublics Angéla gyermekeivel együtt. Az 1829-es nemesi összeírásban, már természetesen szerepelt mint a bagodi település egyik földbirtokosa. Farkas János 1817-ben magához váltotta örököstársaitól, azaz testvéreitől, a vármegye curiális háza előtt lévő lakóházát, amely eredetileg a boldogfai Farkas család tulajdona volt, pontosabban, nagybátyjának, boldogfai Farkas Ferenc veszprémi kanonoknak tulajdona. Ezt a házat, később, 1824. március 20-án, Farkas János egyházasbüki Simon József (1775-1827) táblabírónak adta el 6 200 forintért, amely a legdrágább eddigi ismert ház vásárlásnak számított a zalai reformkorban.
1832. október 1-én Farkas János Nepomuk szolgált zalai helyettes első alispánként. Deák Antal országgyűlési követ lebetegedése után, öccse Deák Ferenc Zala vármegye helyettes első alispánja átvette a országgyűlési követségi hivatalát, miután a vármegye választotta meg őt erre. Az egyik akkori országgyűlési követ Deák Antal mellett, zalabéri Horváth János zalai első alispánja volt, akit Deák Ferenc helyettesített amikor távol volt Zalától. Deák Ferenc országgyűlési követté választása után Zala vármegye ismét kénytelen volt egy helyettes első alispánt megválasztani. A megyegyűlés tanakodása, majd a választás után, 1833 április 15-én boldogfai Farkas János Nepomuk lépett Deák Ferenc helyébe helyettes alispánként. Egyébként, Deák Ferenc levelezéséből kiderül, hogy Farkas Jánost az egyik közeli barátjának tartotta; ahogy öccse, Farkas Ferenc is, Deák politikai eszmei támogatója is volt. Farkas János, ezt hivatalt két évig töltötte be. A Deák Ferenc által vezetett bizottság tervei a Szévizi-tavak rendezésére, valamint az azokkal összeköttetésben álló szentmihályi, pölöskei, fakosi pötrétei és hahóti berkek kiszárítására az ő alispánsága alatt zajlottak. 1834 szeptemberében zajlott az új másodispáni választás, és ekkor nemes Kerkapoly Istvánt választották meg; Csány László egyik levelében átlátható a politikai helyzet akkoriban az új alispán választása körül, amikor kijelentette azt, hogy: "Én, már Kerkapolyról szó nem lévén, hasonlíthatatlanul szívemben ragaszkodóm (Csillagh) Lajoshoz, mint Farkas (János)hoz, de lelkem egész erejével az egészet tartván szemem előtt, rettegtem a következéstől. Meggyőződve tudtam, hogy Hertelendy pártja mindent el fog Lajos ellen követni, meggyőződve tudtam, hogy egerszegi és lövői járásokban hatalmas többséggel bír Farkas, de tudtam azt is, hogy régi és mostani többszeri foglalatosságaiból eredett isméretségből kapornaki járásnak is nagy része inkább Farkast, mint (Csillagh) Lajost óhajtja; nem tarthattam-e a meghasonlástól? Minél tovább fontolgatóm környülállásinkat, annál inkább nyőlt aggodalmam. A nap lefolytában hidegebben elmélkedvén uraink a dologról, önmagoktól oda határozók magokat, hogy ott, hol Farkashoz ragaszkodást látnak, Lajost erőltetni nem fogják. Ebbül láthatja kedves Barátom, hogy nem volt szikla erősségű reménységünk (Csillagh) Lajos alispányságához." 1835. február 23.-án Farkas János ismét tevékenykedett zalai helyettes első alispánként, névedi Botka József első alispánt helyettesítve.
Boldogfai Farkas János helyettes alispán, táblabíró az 1841-ben készült zalai birtokjövedelem összeírása szerint az alsó- és felsőbagodi földbirtokán kivül, Zalaboldogfán és Hagyároson is volt földbirtokos, illetve Salomváron közbirtokos; testvéreivel együtt közösen birtokolta a felsőbagodi boldogfai Farkas féle malmot is. 1847. május 5-.én Farkas János hunyt el az alsóbagodi kúriájában.

## Házassága és gyermekei
Farkas János a besenyői és velikei Skublics családból származó besenyői és velikei Skublics Angéla Cecília (Besenyő, 1775. április 7. –Boldogfa, 1839. november 25.) kisasszonyt vette feleségül, akinek a szülei besenyői és velikei Skublics János (1738–1808), táblabíró, földbirtokos, és a zalalövői Csapody családból való zalalövői Csapody Erzsébet (1739–1781) voltak. A menyasszony apai nagyszülei besenyői és velikei Skublics Sándor, földbirtokos és lukafalvi Szarka Anna (1711-1789) voltak; az anyai nagyszülei zalalövői Csapody Ferenc (1689–1762) Vas vármegye főszolgabírája, nagyszombati kerületi táblai ülnök, földbirtokos és szentviszlói Deseő Mária voltak. Skublics Angéla fivére Skublics Imre (1771–1830) Zala vármegye főjegyzője, földbirtokos, leánytestvére Skublics Paulina (1777-1848), akinek a férje báró Gerliczy Mihály (1774-1854), Pest megye táblabírája, az 1830-as években Temes vármegye adminisztrátora, országgyűlési követ, majd cs. kir. belső titkos tanácsos, földbirtokos. A házasságukból két fiú és egy lány született:
- boldogfai Farkas Imre János Lipót (Boldogfa, 1811. november 16. – Alsóbagod, 1876. május 25.), jogász, főszolgabíró, földbirtokos. Felesége Horváth Alojzia.
- boldogfai Farkas János Sándor (Boldogfa, 1813. május 30. – Boldogfa, 1858. december 3.), jogász, gyámi szolgabíró, földbirtokos. Felesége baranyavári Baranyay Julianna Petronella (1822–1892).
- boldogfai Farkas Ilona Erzsébet Angéla (Boldogfa, 1815. június 22. – Boldogfa, 1816. február 14.).

## Származása
| boldogfai Farkas János Nepomuk (Boldogfa, Zala vármegye, 1774. június 6.–Alsóbagod, Zala vármegye, 1847. május 5.) jogász, táblabíró, Zala vm. helyettes első alispánja, földbirtokos | Apja: boldogfai Farkas János (Boldogfa, 1741. november 17. –Zalaegerszeg, Zala vármegye, 1788. november 12.) jogász, vármegyei ügyvéd, Zala vármegyei Ítélőszék elnöke, Zala vármegye főjegyzője, táblabíró, földbirtokos, 1783-ban helyettesítő vármegyei másodalispán | Apai nagyapja: boldogfai Farkas Ferenc (Boldogfa, 1713. szeptember 22. – Zélpuszta, Zala vm., 1770. február 22.) jogász, Zala vármegye alispánja, táblabíró, földbirtokos | Apai nagyapai dédapja: boldogfai Farkas János (Boldogfa, c. 1675. – †Boldogfa, 1724.) jogász, Zala vm. helyettes főszolgabírája, földbirtokos (Szülei: nemes Farkas Mihály, földbirtokos, törökverő hadnagy, és ságodi Péter éva)                                                                                   |
| boldogfai Farkas János Nepomuk (Boldogfa, Zala vármegye, 1774. június 6.–Alsóbagod, Zala vármegye, 1847. május 5.) jogász, táblabíró, Zala vm. helyettes első alispánja, földbirtokos | Apja: boldogfai Farkas János (Boldogfa, 1741. november 17. –Zalaegerszeg, Zala vármegye, 1788. november 12.) jogász, vármegyei ügyvéd, Zala vármegyei Ítélőszék elnöke, Zala vármegye főjegyzője, táblabíró, földbirtokos, 1783-ban helyettesítő vármegyei másodalispán | Apai nagyapja: boldogfai Farkas Ferenc (Boldogfa, 1713. szeptember 22. – Zélpuszta, Zala vm., 1770. február 22.) jogász, Zala vármegye alispánja, táblabíró, földbirtokos | Apai nagyapai dédanyja: sidi Sidy Dorottya (1693– †Boldogfa, 1775. március 1.) (Szülei: Sidy Mihály, egervári vicekapitány, zalavármegyei követ, földbirtokos, főszolgabíró, és szenterzsébeti Terjék Mária, szenterzsébeti Terjék János tiszttartónak és pohroncz-szelepcsényi Maholányi Borbálának a lánya)       |
| boldogfai Farkas János Nepomuk (Boldogfa, Zala vármegye, 1774. június 6.–Alsóbagod, Zala vármegye, 1847. május 5.) jogász, táblabíró, Zala vm. helyettes első alispánja, földbirtokos | Apja: boldogfai Farkas János (Boldogfa, 1741. november 17. –Zalaegerszeg, Zala vármegye, 1788. november 12.) jogász, vármegyei ügyvéd, Zala vármegyei Ítélőszék elnöke, Zala vármegye főjegyzője, táblabíró, földbirtokos, 1783-ban helyettesítő vármegyei másodalispán | Apai nagyanyja: barkóczi Rosty Anna Mária (1722– Zélpuszta, 1784. október 9.)                                                                                             | Apai nagyanyai dédapja: barkóczi Rosty László (fl. 1710-1730) jogász, Vas vm. főszolgabírája, földbirtokos (Szülei: Rosty István, földbirtokos, jószágkormányzója a gróf Batthyány családnak, és jobbágyi Jobbágyi Regina)                                                                                          |
| boldogfai Farkas János Nepomuk (Boldogfa, Zala vármegye, 1774. június 6.–Alsóbagod, Zala vármegye, 1847. május 5.) jogász, táblabíró, Zala vm. helyettes első alispánja, földbirtokos | Apja: boldogfai Farkas János (Boldogfa, 1741. november 17. –Zalaegerszeg, Zala vármegye, 1788. november 12.) jogász, vármegyei ügyvéd, Zala vármegyei Ítélőszék elnöke, Zala vármegye főjegyzője, táblabíró, földbirtokos, 1783-ban helyettesítő vármegyei másodalispán | Apai nagyanyja: barkóczi Rosty Anna Mária (1722– Zélpuszta, 1784. október 9.)                                                                                             | Apai nagyanyai dédanyja: zalalövői Csapody Mária (fl. 1710-1714) (Szülei: zalalövői Csapody István várkapitány, földbirtokos, és osztopáni Perneszy Zsófia, Perneszy István zalalövői várnagynak és nyéki Rauch Zsuzsannának a lánya)                                                                               |
| boldogfai Farkas János Nepomuk (Boldogfa, Zala vármegye, 1774. június 6.–Alsóbagod, Zala vármegye, 1847. május 5.) jogász, táblabíró, Zala vm. helyettes első alispánja, földbirtokos | Anyja: lovászi és szentmargitai Sümeghy Judit (Alsóbagod, 1754. február 28. – Alsóbagod, 1820. február 15.) | Anyai nagyapja: nemes Sümeghy Ferenc (Alsóbagod, 1723. április 14.– †c. 1766?) Zala vármegye táblabírája, földbirtokos                                                    | Anyai nagyapai dédapja: nemes Sümeghy Mihály Zala vm. főjegyzője 1716. és 1727. között, földbirtokos, 1717. július 16-án III. Károly magyar királytól címeres nemeslevelet kapott. |
| boldogfai Farkas János Nepomuk (Boldogfa, Zala vármegye, 1774. június 6.–Alsóbagod, Zala vármegye, 1847. május 5.) jogász, táblabíró, Zala vm. helyettes első alispánja, földbirtokos | Anyja: lovászi és szentmargitai Sümeghy Judit (Alsóbagod, 1754. február 28. – Alsóbagod, 1820. február 15.) | Anyai nagyapja: nemes Sümeghy Ferenc (Alsóbagod, 1723. április 14.– †c. 1766?) Zala vármegye táblabírája, földbirtokos                                                    | Anyai nagyapai dédanyja: nemes Foky Judit (Bágyog, 1700. november 7. – †?) (Szülei: Foky János Vas vármegye alispánja, keszői várnagy, földbirtokos, és kisbarnaki Farkas Judit, kisbarnaki Farkas Gábor, földbirtokos, és rábahídvégi Horváth Anna lánya)                                                          |
| boldogfai Farkas János Nepomuk (Boldogfa, Zala vármegye, 1774. június 6.–Alsóbagod, Zala vármegye, 1847. május 5.) jogász, táblabíró, Zala vm. helyettes első alispánja, földbirtokos | Anyja: lovászi és szentmargitai Sümeghy Judit (Alsóbagod, 1754. február 28. – Alsóbagod, 1820. február 15.) | Anyai nagyanyja: pókafalvi Póka Marianna (1728– Alsóbagod, 1797. február 14.)                                                                                             | Anyai nagyanyai dédapja: pókafalvi Póka Gábor (fl. 1728-1752) 1741-ben vasi insurgens kapitány, földbirtokos (Szülei: pókafalvi Poka Ádám, vasi szolgabíró, földbirtokos és telekesi és egyházasrádóczi Győrffy Anna)                                                                                               |
| boldogfai Farkas János Nepomuk (Boldogfa, Zala vármegye, 1774. június 6.–Alsóbagod, Zala vármegye, 1847. május 5.) jogász, táblabíró, Zala vm. helyettes első alispánja, földbirtokos | Anyja: lovászi és szentmargitai Sümeghy Judit (Alsóbagod, 1754. február 28. – Alsóbagod, 1820. február 15.) | Anyai nagyanyja: pókafalvi Póka Marianna (1728– Alsóbagod, 1797. február 14.)                                                                                             | Anyai nagyanyai dédanyja: szenttamási Bertalan Klára (Szülei: szenttamási Bertalan Ádám, földbirtokos, és nádasdi Nádasdy Mária, Nádasdy Tamás, földbirtokos és Meszlény Éva lánya az apai nagyapai dédapja Nádasdy Boldizsár vasi alispán, követ, az apai nagyanyai dédapja Meszlény Benedek, vasi alispán, követ) |